# Van Hool 420
 (novembre 2019).
Le Van Hool 420 ou Van Hool Fiat 420, de par sa motorisation et certains composants, est un autobus urbain produit par le constructeur belge Van Hool à partir de 1963 et remplacé par le Van Hool Fiat 409.
Ce modèle a été décliné en 2 versions de carrosseries "Standard II" et "Standard III" par la SNCV ; il existait d'autres versions pour les opérateurs urbains (STIB, MIVA, MIVG, STIL). Il s'agit du premier modèle Van Hool-Fiat commandé par la STIB, la MIVA et la MIVG où il mit fin à la domination du constructeur Brossel.

## Histoire

### Van Hool-Fiat 420 HA St2

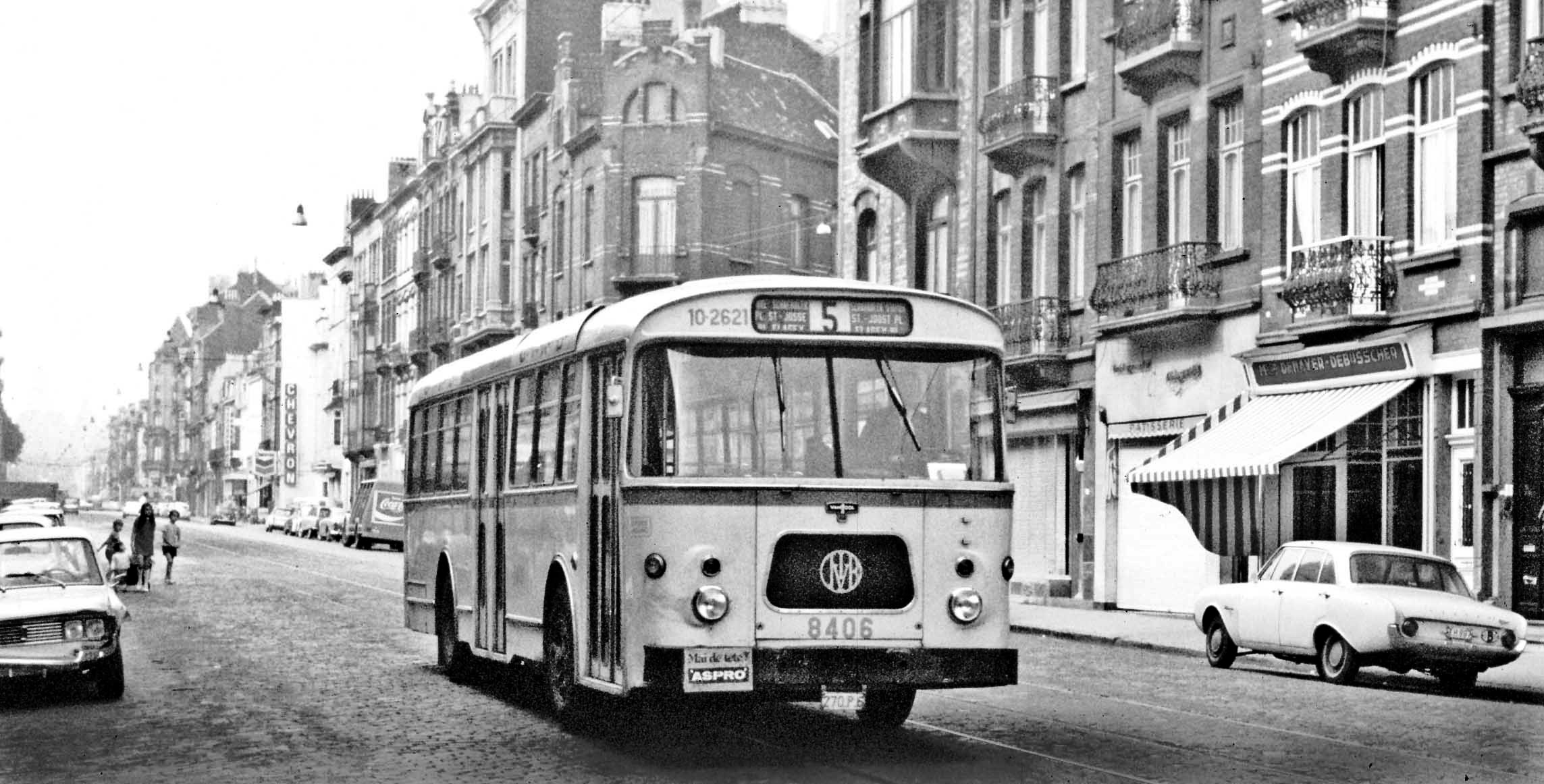
1 juin 1969, autobus Van Hool 420 HA St2 n°8406 sur la ligne 5 vers la gare de Schaerbeek, avenue Princesse Élizabeth au coin avec la rue Max Roos (à droite) à Schaerbeek

Ce modèle de transport urbain fut commandé, entre autres, par la STIB (Bruxelles), la MIVA (Anvers) et la STIL (Liège).

#### MIVA
La Maatschappij voor het Intercommunaal Vervoer te Antwerpen (MIVA) commanda 30 autobus de ce type livrés en deux tranches (501-515 en 1964 et 516-530 en 1964-65).
Ces autobus étaient fort proches des Van Hool-Fiat 420 HA St2/2 de la STIB.
D'autres séries de Van Hool-Fiat 420 furent commandées par la suite ; elles se distinguaient par leur carrosserie plus moderne, spécifique à la MIVA.
Le gros de l'effectif fut retiré du service en 1976 et 1977 à l'exception de trois exemplaires (505, 521 et 530) conservés comme autobus d'écolage pour la formation des chauffeurs ; leur carrière prit fin en 1980 et le 530 est préservé.

#### STIB
Déçue par les performances des derniers autobus Brossel, la STIB se tourna vers Van Hool et leur commanda 10 Van Hool-Fiat 420 HA St2/1, numérotés 8357 à 8366 et livrés en 1963.
Peu après la livraison de ces 10 autobus de présérie, la STIB commanda 50 autobus supplémentaires, de type Van Hool-Fiat 420 HA St2/2 numérotés 8367 à 8416 et livrés de 1963 à 1964. En raison de retards lors de la livraison de ces 50 autobus, la STIB infligea une pénalité au constructeur, qui dut lui livrer quatre autobus supplémentaires, fournis en 1965 ; conséquence : la 2e série comportait 54 exemplaires, numérotés 8367 à 8420.
Les autobus de la première variante étaient dénommés Fiat 1 ; les autres Fiat 2.
Les deux variantes (St2/1 et St2/2) avaient quelques différences entre eux :
- la carrosserie des premiers était plus arrondie, avec des phares simples, et très proche de celle des Brossel A98 de la STIB[5] ; celle des seconds était quasi identique à ceux des autobus de la MIVA.
- les premiers possédaient une étroite porte à deux battants à l’avant ainsi qu’une paire de portes médianes à deux battants ;
- les seconds possédaient des paires de portes à deux battants à l’avant comme au centre ;
- les deux variantes étaient munies d'une calandre trapézoïdale, qui les distinguaient des autres bus de la STIB.

Rejoints à partir de 1969 par les Van Hool-Fiat 420 HA St9, ils furent radiés en 1977 (pour les 8357-8366) et en 1978-79 (8366-8420). Un certain nombre fut vendu d’occasion, notamment à la compagnie aérienne Air Zaïre.

#### STIL
Une petite série de 15 exemplaires, quasi identique aux bus anversois et bruxellois, fut livrée en 1964. Ces autobus, numérotés 401 à 415, roulèrent jusqu’en 1976.

### Van Hool-Fiat 420 HA St4
Ce modèle bénéficie de la carrosserie "Standard II" en vigueur pour divers modèles de bus sur le territoire belge à la SNCV.
Une première série de 150 véhicules, numérotés 2570 à 2719, a été livrée entre avril 1963 et avril 1964 répartie entre les groupes de Liège (6 ex), Namur (30), Flandre-Occidentale (8), Limbourg (22), Flandre-Orientale (12), Hainaut (30), Brabant (37) et Anvers (5). 
Vu le succès rencontré en service partout sur le réseau, une seconde série de 175 véhicules, identique à la première, est commandée et livrée entre janvier et novembre 1964 aux groupes de Namur (24), Liège (3), Hainaut (17), Flandre occidentale (20), Brabant (53), Anvers (19), Flandre-Orientale (19) et Limbourg (19). Ils étaient numérotés 2726 à 2900.
Une 3ème commande de 100 véhicules (3021 à 3120) est passée en 1965 et la livraison s'échelonne entre mai 1965 et février 1966 aux groupes de Liège (41), Anvers (36), Flandre-Orientale (19) et Namur (4). 
Une 4ème commande de 50 véhicules (3171 à 3220) est passée en 1965 pour les groupes de Brabant (39) et Anvers (11).
La mise hors-service de ces autobus commença au milieu des années 1970 et s'acheva vers 1980.

### Van Hool-Fiat 420HA St6 1ère série
Ce modèle, très semblable à la première série, bénéficie de quelques retouches de détail. Ils sont légèrement plus lourds (15,25 t au lieu de 13,90).
Le succès rencontré avec la première série de ces autobus avec 475 ventes[réf. nécessaire] et les retours satisfaits des régies de transport, incita ces mêmes régies à compléter leur parc avec plus de véhicules. Van Hool décida de conserver la même base mécaniques qui avait donné satisfaction et de ne modifier que quelques détails de carrosserie comme les fenêtres latérales et l'ajout de trois skydomes dans le toit pour l’éclairage.
Les 75 exemplaires de la première série (3296 à 3370) ont été livrés entre mars et mai 1968. La livraison a été répartie entre les groupes d’Anvers (25) du Hainaut (25) et du Brabant (25). 
Une dernière commande de 50 autobus (3425 à 3474) termina la série de ce modèle en 1967[réf. nécessaire]. Ils ont été livrés entre juin et décembre 1968. La livraison a été répartie entre Namur (21) et la Flandre orientale (29).
Ces véhicules ont fait partie de la dernière série livrée avec la carrosserie "Standard II". Une nouvelle carrosserie allait faire son apparition après 1968 et devenir le "Standard III".
- le 3366, endommagé par un accident, fut réparé avec un avant d’autobus "Standard III" (calandre et pare-brise)[14].

Ces autobus furent retirés du service au cours des années 1980, à l'exception de quelques-uns, reconvertis en véhicules de service, qui furent partagés entre De Lijn et TEC après 1991.

### Van Hool-Fiat 420HA St62esérie

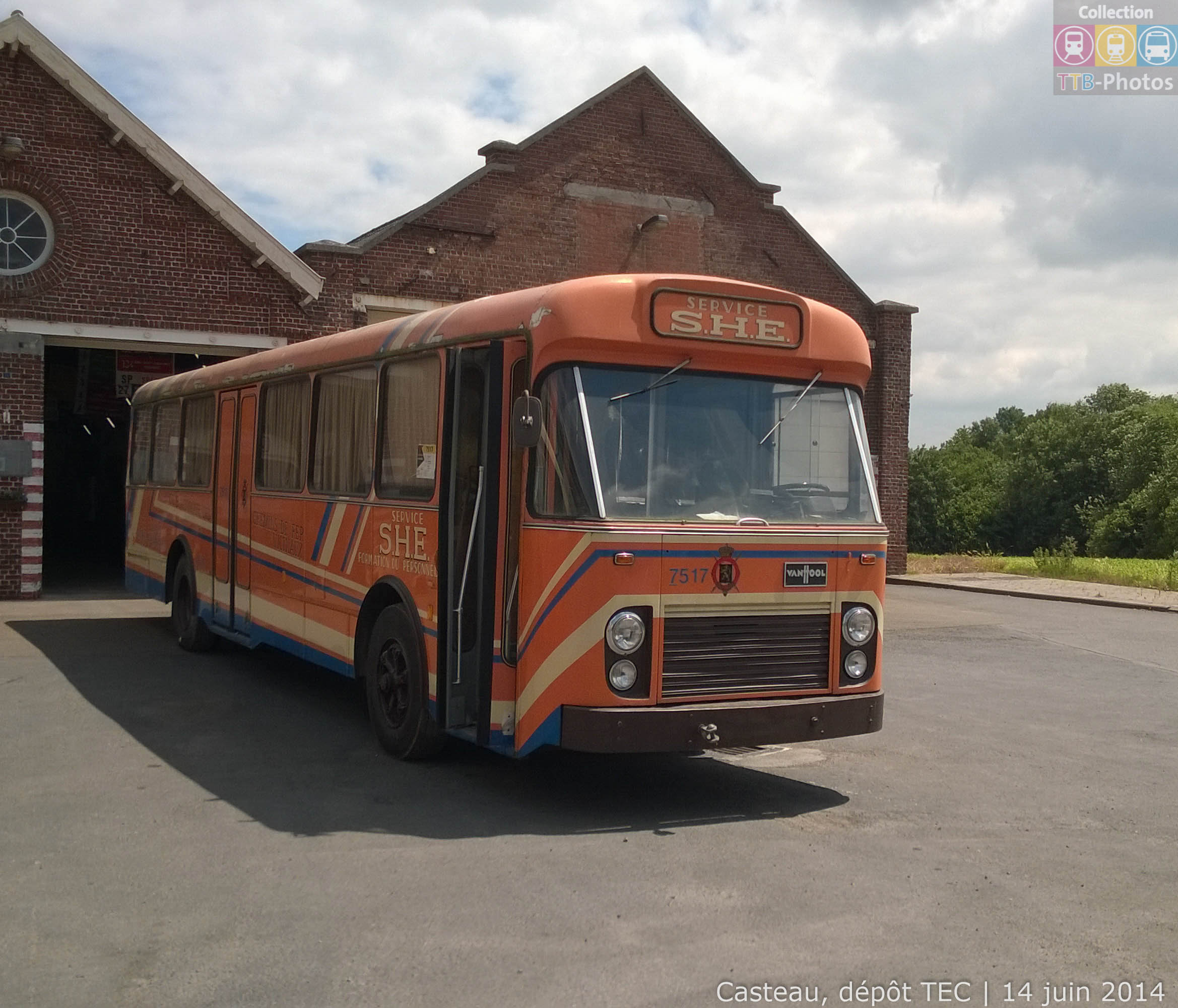
Van Hool 420 HA St.6/1 3539 préservé dans la livrée spéciale des bus de formation du personnel.

Ce modèle bénéficie de la carrosserie "Standard III" de la SNCV, qui était radicalement différente avec des fenêtres moins nombreuses et plus grandes, une porte médiane plus grande, un pare-brise incliné sans montant central et une calandre rectangulaire entourée de phares doubles.
C'est Van Hool-Fiat qui inaugura la nouvelle carrosserie uniformisée "Standard III" qui sera ensuite adoptée par tous les constructeurs et carrossiers belges.
Une première série de 2 prototypes fut lancée en 1969. Contrairement à la forme définitive de la carrosserie de série, ils ont eu un avant arrondi. Les bus de la série précédente avaient un empattement de 6,10 m et une longueur de 11,98 m. Les retours d'expérience sur certains trajets ont conduit à réduire l'empattement à 5,90 m afin d'augmenter la manœuvrabilité du véhicule. De ce fait, la longueur totale a été réduite à 11,81 m.
Les deux prototypes construits sur le châssis Van Hool-Fiat 420 ont été livrés à Malines.
150 exemplaires furent commandés par la SNCV et numérotés 3477 à 3624. Leur livraison eut lieu entre 1969 et 1970. Les premiers exemplaires étaient encore dans la couleur normalisée rouge et vert (bus de substitution SNCB) mais rapidement en 1977, les véhicules ont été livrés avec la nouvelle couleur normalisée orange crème. La livraison a été répartie entre les villes d'Anvers (36), Hainaut (55), Namur (7), Flandre occidentale (20), Brabant (29) et Liège (1). 
- le 3563 du dépôt de Baulers, endommagé par un accident à Villers-Perwin, fut reconstruit en 1981 avec un avant de Van Hool A120 et renuméroté 5999. Muté à Nivelles puis à Diksmuide, il fut radié en 1987[18].

À partir de 1984, ces bus furent retirés du service ou vendus. Un seul exemplaire était encore en service après la scission de la SNCV entre TEC et De Lijn en 1991 ; cédé à TEC Namur-Luxembourg, il fut réformé peu après.
Ces autobus constituent la dernière variante des Van Hool-Fiat 420 commandés par la SNCV, qui décida de commander des Van Hool Fiat 409 à partir de 1971.

### Van Hool-Fiat 420 HA St9
Ce modèle fut commandé par la MIVA. Il bénéficiait d'une carrosserie nouvelle, plus anguleuse, qui sera reprise par les Van Hool-Fiat 409 de la MIVA et de la MIVG.

### Van Hool-Fiat 420 HAU St9
Ce modèle fut mis au point pour la STIB. Il bénéficiait d'une carrosserie nouvelle, qui sera reprise par les Van Hool-Fiat 409 de la STIB et d’autres administrations.

#### MIVA
La MIVA avait commandé des Van Hool-Fiat 420 HA St9 livrés entre 1968 et 1970. En 1984, une partie de la série était déjà réformée, cependant, la MIVA avait un besoin urgent de nouveaux véhicules mais ce n'est qu'à partir de 1986 que seront livrés les nouveaux Jonckheere TransCity. Dans l'intervalle, la MIVA racheta 25 Van Hool-Fiat 420 HAU St9 de la STIB qui venaient tout juste d'être radiés. Ces autobus à la carrosserie arrondie tranchaient avec les Van Hool-Fiat 420 HA St9 de la MIVA.
Numérotés de façon discontinue (entre 428 et 483) et mis en service lors de l’hiver 1984/85, ils furent radiés en décembre 1986 à la mise en service des Jonckheere TransCity. Les derniers Van Hool-Fiat 420 HA St9 de la MIVA avaient quant à eux été radiés quelques mois auparavant, en même temps que les premiers Van Hool-Fiat 409 AU 9.

#### STIB
63 bus (numérotés 8421 à 8483) furent commandés et livrés en 1969-1970 ; ils devaient permettre la suppression des trams des lignes 28, 63 et 76.
Ce sera la dernière variante des Van Hool-Fiat 420 commandés par la STIB. À partir de 1972, la STIB commandera des Van Hool-Fiat 409.
Tous ces bus furent radiés en bloc le 1er septembre 1984. 25 d’entre-eux furent rachetés par la MIVA à Anvers pour pallier un manque d’autobus et un fut racheté par la STIC (Charleroi).

#### STIC
À partir de 1972, la STIC avait commandé un certain nombre de Van Hool-Fiat 409 AU9 et AU93. Elle ne possédait toutefois aucun Van Hool-Fiat 420.
Quand la STIB réforma d’une seule traite ses 63 Van-Hool Fiat 420 HA St9, 25 autobus en bon état furent rachetés par le réseau anversois tandis que le réseau de Charleroi acheta un unique exemplaire : l’ancien 8435 de la STIB. Cet autobus resta le seul de sa série à Charleroi ; il roula jusqu’en 1987.

## Caractéristiques

### Motorisation
| Véhicules          | 420 HA St2                                                          | 420HA St4       | 420HA St6       | 420 HAU St9                                |
| ------------------ | ------------------------------------------------------------------- | --------------- | --------------- | ------------------------------------------ |
| Carburant          | Diesel                                                              | Diesel          | Diesel          | Diesel                                     |
| Moteur             | Fiat 220 H 006                                                      | Fiat 220H004    | Fiat 220H008    | Fiat 220 H 006                             |
| Construction       |                                                                     |                 |                 |                                            |
| Type               |                                                                     |                 |                 |                                            |
| Norme pollution    |                                                                     |                 |                 |                                            |
| Cylindrée          |                                                                     |                 |                 |                                            |
| Performance        | 104 kW (142 ch)                                                     | 103 kW (140 ch) | 115 kW (156 ch) | 112 kW (152 ch)                            |
| Couple             |                                                                     |                 |                 |                                            |
| Consommation + CO2 |                                                                     |                 |                 |                                            |
| Boites de vitesses | - Voith Diwabus 142 D2 - Voith Diwabus 145 D2 - Voith Diwabus 502/2 | Voith 501 JBR   | Voith 501 JBR   | - Voith Diwabus 501S - Voith Diwabus 501SR |